# Sławna Macedonio
Sławna Macedonio (po grecku Μακεδονία ξακουστή, czytaj Makedonia Ksakusti) – patriotyczna pieśń pochodząca z Grecji, będąca nieformalnym hymnem regionu w północnej Grecji – Macedonii (nie mylić z Macedonią Północną – państwem). Aktualne słowa pieśni, powstały w większej części tuż po okresie wojen bałkańskich. Oparte są jednak o motywy i tradycję dawnej, bizantyńskiej pieśni rycerskiej i związanej z nią choreografii bizantyńskiego tańca macedońskiego. Tytuł pieśni pochodzi od pierwszych słów, Makedonia ksakusti (po grecku Sławna Macedonio).

## Tekst i tłumaczenie
| Alfabet grecki | Alfabet łaciński | Polskie tłumaczenie |
| --- | --- | --- |
| Μακεδονία ξακουστή του Αλεξάνδρου η χώρα, που έδιωξες τους βάρβαρους κι ελεύθερη είσαι τώρα! ήσουν και θα ΄σαι ελληνική, Ελλήνων το καμάρι, κι έμεις τα Ελληνόπουλα, σου πλέκουμε στεφάνι. Οι Μακεδόνες δεν μπορούν να ζούνε σκλαβομένοι, όλα και αν θα χάσουνε η λεφτεριά τους μένει! | Makedonía ksakustí, Tu Aleksándru i hóra, Pu édiokses tus wárwarus, Ki eléftheri íse tóra! Íse ke tha se ellinikí, Ellínon to kamári, Ki émis ta Ellinópula, Su plékume stefáni! I Makedónes den mporún Na zúne sklavoméni, Óla ke an tha hasune I lefteriá tus méni! | Sławna Macedonio, Kraino Aleksandra, Która wygnałaś barbarzyńców, I teraz jesteś wolna! Jesteś i będziesz grecka, Dumo Hellenów, I my, greckie dzieci, Pleciemy Ci laur! (koronę królewską) Macedończycy nie potrafią Żyć zniewoleni, Nawet gdy utracą wszystko Ich wolność im pozostaje! |

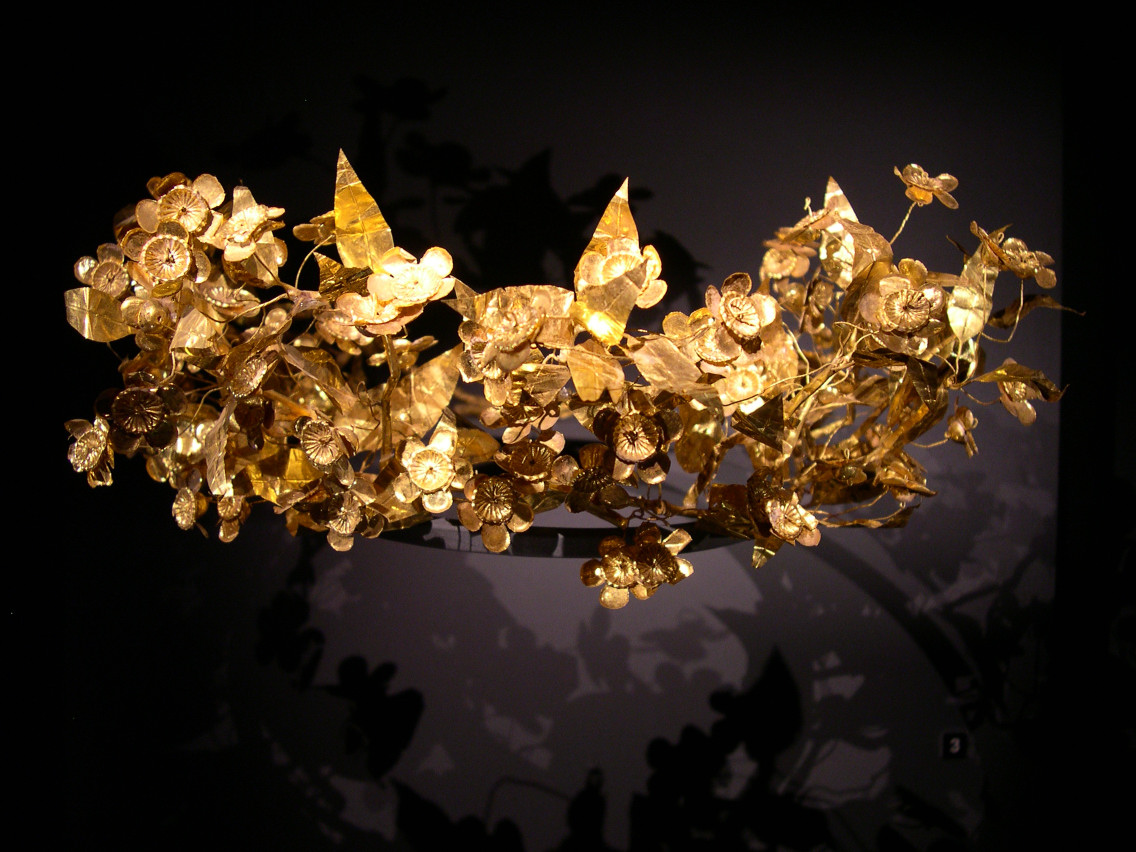
jedna z antycznych złotych koron macedońskich, eksponat ze zbiorów Muzeum Archeologicznego w Salonikach